# Rừng Hố Bò
Rừng Hố Bò nằm ở tỉnh Bình Dương, cách Củ Chi 20 km về phía bắc, cách Tam giác sắt và sông Sài Gòn 4 km về phía tây và cách Sài Gòn khoảng 56 km về phía tây bắc. Rừng bao gồm các đồn điền cao su, rừng thưa đến dày đặc, và những cánh đồng lúa lộ thiên với một số rãnh cực lớn, có nơi cao 1–2 mét. Khu rừng này từng được Mặt trận Dân tộc Giải phóng miền Nam Việt Nam (Việt Cộng) sử dụng làm khu căn cứ trong chiến tranh Việt Nam.
Trong chiến dịch Circle Pines từ ngày 29 tháng 3 đến ngày 5 tháng 4 năm 1966, Tiểu đoàn 1, Trung đoàn 5 Bộ binh tấn công khu rừng và phát hiện ra rằng Việt Cộng đã xây dựng hệ thống boongke và địa đạo rộng lớn với một số đường hầm sâu ba hoặc bốn tầng.
Ngày 19 tháng 7 năm 1966, Trung đội 1, Đại đội A, Tiểu đoàn 1, Trung đoàn 27 Bộ binh (Sư đoàn 25 Bộ binh) được thả tại bãi đáp (11°05′30″B 106°26′38″Đ / 11,0916°B 106,4438°Đ) trong khu rừng này đã vấp phải trận phục kích từ lính bắn tỉa Việt Cộng, quân đội Mỹ bèn thả một trung đội khác xuống bãi đáp gần đó (11°05′30″B 106°25′48″Đ / 11,0917°B 106,43°Đ) nhằm tiếp cứu Trung đội 1 và họ cũng bị hỏa lực đối phương tấn công dữ dội. Vài giờ sau, một trung đội bổ sung được thả xuống từng bãi đáp và đến 16 giờ 30 phút, Trung đội 1 liền rút ra khỏi khu vực giao tranh. Tổn thất của quân Mỹ cho trận đánh này là 25 người chết và 24 người bị thương. Ngày hôm sau, Tiểu đoàn 1, Trung đoàn 5 Bộ binh Cơ giới từ Căn cứ Củ Chi được điều động đi vớt xác 15 binh sĩ bị bỏ lại trong trận đánh ngày hôm trước. Các thi thể được tìm thấy ngay ngắn nhưng bị tước hết vũ khí và quân trang. Ngày 10 tháng 6 năm 2013, Binh đoàn 1/27 được chính phủ trao tặng Bằng khen Đơn vị quân của Tổng thống vì những hành động quân sự của họ vào ngày 19 tháng 7 năm 1966.
Năm 1973, khu vực Hố Bò là một địa hình bằng phẳng, hầu như không có gì đặc sắc, chằng chịt những chiến hào và địa đạo, lỗ chỗ sâu những hàng hố bom lởm chởm do vô số đợt oanh tạc B-52 để lại, những đồn điền đổ nát của nó mọc đầy cỏ dại cao đến đầu người và bụi rậm. Gần 10 năm chiến tranh rải rác khắp vùng nông thôn, và một mớ vết xe tăng khiến nó trông giống như một bãi huấn luyện xe bọc thép bị bỏ hoang. Ẩn bên dưới là các boongke và vị trí chiến đấu của một số đơn vị chủ lực của Quân đội nhân dân Việt Nam, đơn vị đóng quân chính là Trung đoàn 101 Bộ binh lần đầu tiên vào chiến trường miền Nam năm 1966 từ miền Bắc Việt Nam và đã ít nhiều là cư dân thường xuyên của vùng Tây Ninh-Hậu Nghĩa-Bình Dương kể từ đó.:75